# Chrysotimus shennongjianus
Chrysotimus shennongjianus är en tvåvingeart som beskrevs av Yang och Saigusa 2001. Chrysotimus shennongjianus ingår i släktet Chrysotimus och familjen styltflugor.
Artens utbredningsområde är Hubei (Kina). Inga underarter finns listade i Catalogue of Life.